# Mecodema atrox
Mecodema atrox es una especie de escarabajo del género Mecodema, familia Carabidae. Fue descrita científicamente por Britton en 1949.
Esta especie se encuentra en Nueva Zelanda.